# Renée av Frankrike
Renée av Frankrike, född 1510, död 1574, var en fransk prinsessa, och en hertiginna av Modena och Ferrara som gift med hertig Herkules II av Este. Hon var dotter till kung Ludvig XII av Frankrike och hertiginnan Anna av Bretagne.
Hon är känd för sina protestantiska sympatier och gjorde Ferrara till ett centrum för protestanter i Italien fram till att hon år 1554 ställdes inför inkvisitionen och tvingades avsäga sig sina åsikter. Som änka återvände hon till Frankrike där hon återupptog sitt stöd för reformationen. Hon brevväxlade med Jean Calvin.  

## Biografi

### Tidigt liv
Renée var som fransk prinsessa känd som "Madame Renée". Hennes mor avled när hon var fyra år gammal; året därpå avled även hennes far, och efterträddes på tronen av kung Frans I av Frankrike, som var gift med hennes äldre syster Claude. 
Hon uppfostrades under vård av sin guvernant Michelle de Saubonne, fick en fin utbildning och undervisades av humanisten Jacques Lefèvre d'Étaples. Renée blev tidigt en övertygad protestant. Det är okänt när och hur hon fick dessa åsikter, men även om protestantismen var förbjuden i Frankrike fanns många "reformister" vi hovet. Både hennes lärare Jacques Lefèvre d'Étaples och hennes guvernant Michelle de Saubonne hade protestantiska sympatier, liksom hennes svåger kungens syster Margareta av Angoulême. 
Hon gifte sig vid arton års ålder med den senare Herkules II av Este, tronföljare till hertigdömet Modena och Ferrara. Bröllopet ägde rum i Paris 28 juni 1528. Hon medförde som hemgift hertigdömet Chartres, grevskapet Gisors och herredömet Montargis med tillhörande förläning, och fick alltså titlarna hertiginna av Chartres, grevinna av Gisors och dam av Montargis. Hon avreste sedan till Ferrara i sällskap med ett franskt följe, bland dem Michelle de Saubonne.

### Hertiginna av Ferrara och Modena
År 1534 efterträdde hennes make sin far som hertig av Ferrara och Modena. 
Renées hov i Ferrara blev snabbt en samlingspunkt för intellektuella, bland dem många personer med verkliga eller misstänkta protestantiska eller reformistiska sympatier, så som Ambrogio Cavalli, Giulio della Rovere, Celio Secondo Curione, Antonio Pagano och Lyon Jamet. Den franske poeten Clément Marot, som först hade översatt de bibliska psalmerna till franska, var hennes sekreterare. Renée lät till och med fira nattvarden enligt protestantisk ritual, något som egentligen var förbjudet. 
År 1536 tog Renée emot ett hemligt besök av Jean Calvin, som kom till henne i förklädnad, och de upprätthöll en brevväxling från 1537, som ska ha hållit henne trogen sin protestantiska övertygelse. Hon gjorde också många inköp av förbjudna protestantiska böcker. 
Renées samhällsställning gjorde att hon länge kunde undvika den förföljelse som drabbade andra personer som ägnade sig åt förbjudna protestantiska sympatier under denna tid. Det orsakade en konflikt med hennes make Herkules II, som lät förvisa både hennes sekreterare Clément Marot och hovdam Michelle de Saubonne. 
År 1541 tog hon emot reformatorn Celio Secondo Curione, som hade flytt Venedig efter arresteringen av Giulio della Rovere. Celio Secondo Curione konverterade humanisten Fulvio Pellegrino Morato och hans dotter Olimpia Morata, studiekamrat till Renées döttrar Anna och Lucrezia, och presenterade den förbjudna skriften Commentarium i Mattheum av Heinrich Bullinger för Renée.
Särskilt Renées villa Consandolo, där hon bodde under sommarmånaderna, var ett centrum för spridning av förbjudna böcker, för medhjälp till mottagandet av flyktingar, och en hjälp för de som hotades av förföljelse.
Hon ingrep och ifrågasatte domen när inkvisitionen i Ferrara den 25 september 1549 dömde protestanten Fanino Fanini till att brännas på bål för kätteri och uppmanade sin make att ingripa. Hon misslyckades dock och inkvisitorn, kardinal Giovanni Carafa, blivande påven Paul IV upprätthöll domen, och Fanini hängdes och brändes i Ferrara den 22 augusti 1550.
Renée hade för avsikt att utbilda sina två döttrar, Anna och Lucrezia, i den reformerta tron. Det var av denna anledning som della Rovere, tidigare pastor i Poschiavo, i hemlighet anlände till hovet i Ferrara där han höll femton predikningar och förmodligen uppmanade till det protestantiska firandet av den heliga middagen, där förutom hertiginnan och hennes döttrar, bland andra även Isabella Bresegna, hustru till guvernören på Piacenza, Garcia Manrique, deltog. 

#### Kättaråtal
Vid den här tidpunkten hade dock Renées protestantiska aktiviteter, som av katolska kyrkan sågs som kätteri, gått så långt att hennes samhällsställning inte längre kunde skydda henne, och påven och den romerska inkvisitionen uppmärksammade att hon hade gjort Ferrara till ett centrum för kätteri. 1551 sände Ignazio di Loyola, rektorn för det romerska kollegiet, jesuiten Jean Pellettier till Ferrara för att ingripa. Renée vägrade dock att rätta sig efter hans föreskrifter: till slut vägrade hon att ens låtsas delta i de katolska hovmässorna, och i mars 1554 motsatte hon sig sina döttrars närvaro i det katolska påskfirandet. Hennes make Herkules II ansåg vid denna tidpunkt att Renées öppna kätteri hade gjort Ferrara ökänt, och bad hennes släkting den franske kungen Henrik II att sända en katolsk teolog som kunde övertyga Renée om att återvända till den katolska tron, och inkvisitorgeneralen själv, dominikanerprioren Matthieu Ory, sändes då till Ferrara. Calvin gjorde tvärtom och skickade pastorn François Morel från Genève för att hjälpa till att stödja henne i hennes tro. 
Den 7 september 1554 lät Herkules II föra sina två döttrar till ett katolskt kloster och sedan gripa Renée på villa Consandolo och föra henne till hertigpalatset i Ferrara, där hon sattes i husarrest. Hon underkastades formellt ett förhör om misstänkt kätteri av en fransk jesuit utsänd av inkvisitionen i närvaro av Ferraras inkvisitor. Hon tvingades sedan formellt avsvära sig protestantismen. Calvin försökte förgäves att etablera kontakter med henne genom Ambrogio Cavalli, men han arresterades, fördes till Rom, ställdes inför rätta, hängdes och brändes i Rom den 15 juni 1556. Renée tvingades efter detta utåt avstå från att engagera sig i protestantismen och formellt delta i alla katolska högtider. Calvin kallade henne efter detta öppet en svikare. 
Herkules II avled år 1559.

### Senare liv
Renée återvände 1560 till Frankrike, där hon bosatte sig på sin egen förläning på slottet Montargis. Under sitt uppehåll i Savojen försökte hon distrahera hertig Emanuel Filiberto från hans förföljelse av valdensarna. 
När hon hade etablerat sig på Montargis återupptog hon sitt stöd för reformationens sak och välkomnade italienska flyktingar, som Michele Burlamacchi och Pompeo Diodati, trots hot från sin svärson, hertigen av Guise och den franska kronan. Två år efter hennes återkomst till Frankrike, 1562, utbröt de franska religionskrigen. 
Under de första tre åren av religionskrigen kunde hon hålla Montargis utanför kriget tack vare skickliga förhandlingar med de protestantiska och katolska arméerna som sedan november 1567 beordrats ut av hertigen av Anjou, den blivande Henrik III. Hon lyckades säkra neutraliteten för Montargis, som ligger på en strategisk flodaxel, genom policyn att hålla både protestantiska och katolska trupper utanför staden. Hon protesterade öppet mot övergrepp som begicks av ledande protestanter som Johanna III av Navarra och Calvin. År 1571 överlät hon formellt äganderätten över sina förläningar på sin dotter, men säkrade sin egen fria nyttjanderätt under sin egen livstid.
Renée närvarade vid bröllopet mellan Henrik av Navarra och Margareta av Valois i Paris 1572. När massakrerna på hugenotterna i Paris utbröt under Bartolomeinatten skyddades hon och hennes följe av hennes katolska svärson hertigen av Nemours, som lät placera ut sina vakter runt hennes rum. Kungafamiljen godkände att Renée lämnades utanför, och hennes svärson såg till att hon eskorterades från Paris av en katolsk livvakt natten den 23 och 24 augusti 1572.